# Eamon Lucas
Pour les articles homonymes, voir Lucas.
Franck Eamon Lucas, né le 15 octobre 1992 à Pacific Grove (Californie), est un coureur cycliste américain.

## Palmarès et résultats

### Palmarès par année
- 2010
  - Valley of the Sun Stage Race juniors :
    - Classement général
    - 1re (contre-la-montre) et 3e étapes

  - 1re étape du Regio-Tour (contre-la-montre par équipes)
  - 2e du championnat des États-Unis du contre-la-montre juniors
  - 2e du Tour de l'Abitibi
- 2011
  - 3e du championnat des États-Unis du contre-la-montre espoirs
- 2014
  - 3e du championnat des États-Unis du critérium espoirs
- 2016
  - Caromont Health Criterium
  - 3e étape du Tour of America's Dairyland
  - 5e étape du Tour de Fuzhou
  - 3e du Manhattan Beach Grand Prix
- 2017
  - 2e et 3e (contre-la-montre) étapes du Sunshine Grand Prix
  - 1re étape de la Sea Otter Classic
  - 2e et 10e étapes du Tour of America's Dairyland
- 2019
  - 1re étape du Tour de Tenerife
- 2024
  - Copper Valley Circuit Race
  - 3e de la Cat's Hill Classic
- 2025
  - Cal Aggie Criterium

### Classements mondiaux
| Année            | 2013   | 2014 | 2015 | 2016 | 2017 |
| ---------------- | ------ | ---- | ---- | ---- | ---- |
| UCI Europe Tour  | 1 034e |      |      |      |      |
| UCI America Tour |        |      |      | 556e |      |
| UCI Asia Tour    |        |      |      |      | 338e |